# Йоахім Циглер
Йоахім Циглер (нім. Joachim Ziegler; 18 жовтня 1904, Ганау — 2 травня 1945, Берлін) — німецький офіцер Ваффен-СС, бригадефюрер СС і генерал-майор Ваффен-СС, кавалер Лицарського хреста Залізного хреста з Дубовим листям.

## Ранні роки
Йоахім Циглер народився 18 жовтня 1904 року в місті Ганау. 5 квітня 1923 року вступив в рейхсвер, отримав підготовку офіцера Генштабу. У складі легіону «Кондор» брав участь у військових діях в Іспанії. З початку 1939 був ад'ютантом штабу 3-ї танкової бригади.

## Друга світова війна
Йоахім Циглер взяв участь в Польській, Французькій кампаніях і в боях на Східному фронті. Був співробітником штабу XXXIX танкового корпусу, потім полковником Генштабу. 1 червня 1943 року переведений з Вермахту в Ваффен-СС (службове посвідчення № 491 403).
З 20 червня по 28 верезня 1944 року виконував обов'язки начальника штабу III (германського) танкового корпусу СС. Потім до 20 квітня 1944 року командував сформованим з голландських добровольців полком СС «Ландсторм Недерланд». З 22 липня 1944 по 25 квітня 1945 був командиром 11-ї добровольчої панцергренадерської дивізії СС «Нордланд».
5 березня 1945 року йому було доручено командування III (германським) танковим корпусом СС, основною ударною силою якого була його дивізія. Йоахім Циглер загинув 2 травня 1945 року під час оборони Берліна, поблизу вокзалу на Фрідріхштрассе.

## Звання
- Лейтенант (1 грудня 1926)
- Оберлейтенант (1 червня 1929)
- Гауптман (1 січня 1935)
- Майор Генштабу (1 березня 1940)
- Оберстлейтенант Генштабу (1 лютого 1942)
- Оберст Генштабу (1 січня 1943)

- Оберфюрер СС (1 серпня 1943)
- Бригадефюрер СС і генерал-майор Ваффен-СС (1 серпня 1944)

## Нагороди
- Медаль «За вислугу років у Вермахті» 4-го і 3-го класу (12 років)
- Іспанський хрест в золоті з мечами (30 травня 1939)
- Танковий знак легіону «Кондор»
- Залізний хрест
  - 2-го класу (23 вересня 1939)
  - 1-го класу (28 червня 1940)
- Медаль «За зимову кампанію на Сході 1941/42»
- Німецький хрест в золоті (14 березня 1943) як оберстлейтенант і начальник штабу XXXIX танкового корпусу
- Лицарський хрест Залізного хреста з Дубовим листям
  - Лицарський хрест (№ 3560; 5 вересня 1944) як бригадефюрер СС і генерал-майор Ваффен-СС і командир 11-ї добровольчої панцергренадерської дивізії СС «Нордланд»
  - Дубове листя (№ 848; 28 квітня 1945) як бригадефюрер СС і генерал-майор Ваффен-СС і командир 11-ї добровольчої панцергренадерської дивізії СС «Нордланд».